# Возіка (містечко, Вісконсин)
Возіка (англ. Wauzeka) — місто (англ. town) в США, в окрузі Кроуфорд штату Вісконсин. Населення — 376 осіб (2020).

## Демографія
Згідно з переписом 2010 року, у місті мешкали 422 особи в 167 домогосподарствах у складі 121 родини. Було 207 помешкань
Расовий склад населення:
| - 98,3 % — білих - 0,9 % — чорних або афроамериканців - 0,5 % — азіатів |

До двох чи більше рас належало 0,2 %. Частка іспаномовних становила 0,0 % від усіх жителів.
За віковим діапазоном населення розподілялося таким чином: 26,1 % — особи молодші 18 років, 58,0 % — особи у віці 18—64 років, 15,9 % — особи у віці 65 років та старші. Медіана віку мешканця становила 44,6 року. На 100 осіб жіночої статі у місті припадало 116,4 чоловіків;  на 100 жінок у віці від 18 років та старших — 115,2 чоловіків також старших 18 років.
Середній дохід на одне домашнє господарство  становив 71 545 доларів США (медіана — 68 125), а середній дохід на одну сім'ю — 71 621 долар (медіана — 66 000). Медіана доходів становила 34 643 долари для чоловіків та 31 964 долари для жінок. За межею бідності перебувало 13,3 % осіб, у тому числі 35,0 % дітей у віці до 18 років та 5,5 % осіб у віці 65 років та старших.
Цивільне працевлаштоване населення становило 195 осіб. Основні галузі зайнятості: виробництво — 32,8 %, освіта, охорона здоров'я та соціальна допомога — 15,9 %, сільське господарство, лісництво, риболовля — 12,3 %.